# Bahnhof Almere Centrum
Der Bahnhof Almere Centrum ist der größte Bahnhof der niederländischen Stadt Almere sowie der am stärksten frequentierte Bahnhof der Provinz Flevoland. Er ist zentraler Knotenpunkt im städtischen ÖPNV. Am Bahnhof verkehren nationale Regional- und Fernverkehrszüge.

## Geschichte
Der Bahnhof wurde am 30. Mai 1987 mit der Bahnstrecke Weesp–Lelystad eröffnet. Es war die erste Station in Almere. Bis 1999 hatte der Bahnhof den Namen Almere Centraal (Almere CS). Da der Titel Centraal nur Stationen mit einem weitaus höherem Passagieraufkommen zusteht, wurde der Name in Centrum umgeändert, da das auch der Lage des Bahnhofs in Almere entsprach. Neben dem Bahnhof Almere Centrum gibt es noch fünf weitere Bahnhöfe in Almere. Almere Centrum ist jedoch die größte aller Stationen.

## Streckenverbindungen
Folgende Linien halten im Jahresfahrplan 2023 am Bahnhof Almere Centrum:
| Zugtyp            | Linienverlauf | Frequenz |
| ----------------- | --- | --- |
| Intercity         | Den Haag Centraal – Schiphol Airport – Amsterdam Zuid – Almere Centrum – Lelystad Centrum – Zwolle – Groningen                                            | stündlich |
| Intercity         | Den Haag Centraal – Schiphol Airport – Amsterdam Zuid – Almere Centrum – Lelystad Centrum – Zwolle – Meppel – Leeuwarden                                  | stündlich |
| Intercity         | (Lelystad Centrum – Almere Centrum – Amsterdam Zuid –) Schiphol Airport – Leiden Centraal – Den Haag HS – Delft – Rotterdam Centraal – Dordrecht          | halbstündlich (fährt nur in der HVZ zwischen Lelystad Centrum und Schiphol Airport; fährt nicht nach 20 Uhr und nicht am Wochenende) |
| Intercity         | Almere Centrum – Amsterdam Centraal | halbstündlich |
| Intercity         | Groningen – Assen – Zwolle – Lelystad Centrum – Almere Centrum – Amsterdam Centraal                                                                       | freitag- und samstagnachts ein Zugpaar in Richtung Amsterdam                                                                         |
| Sprinter          | Hoofddorp – Schiphol Airport – Amsterdam Zuid – Weesp – Almere Centrum – Almere Oostvaarders                                                              | halbstündlich (fährt abends und am Wochenende nicht zwischen Almere Centrum und Almere Oostvaarders)                                 |
| Sprinter          | (Den Haag Centraal –) Leiden Centraal – Schiphol Airport – Amsterdam Sloterdijk – Amsterdam Centraal – Weesp – Almere Centrum – Lelystad Centrum – Zwolle | halbstündlich (fährt nur abends und am Wochenende zwischen Den Haag Centraal und Leiden Centraal)                                    |
| Sprinter          | Utrecht Centraal – Hilversum – Almere Centrum | halbstündlich (fährt nicht abends und am Wochenende)                                                                                 |
| Sprinter          | Almere Centrum – Hilversum – Utrecht Centraal | halbstündlich (fährt ausschließlich abends und am Wochenende)                                                                        |
| Nachtzug (Arriva) | Groningen – Assen – Zwolle – Lelystad Centrum – Almere Centrum – Amsterdam Zuid – Schiphol Airport                                                        | freitagnachts ein Zugpaar |